# Bernard Vorhaus
Bernard Vorhaus (New York, 25 dicembre 1904 – Londra, 23 novembre 2000) è stato un regista e sceneggiatore statunitense che usò, talvolta, lo pseudonimo di Piero Mussetta.

## Filmografia parziale

### Regista
- On Thin Ice (1933)
- Money for Speed (1933)
- Crime on the Hill (1933)
- The Ghost Camera (1933)
- The Night Club Queen (1934)
- L'evaso dall'isola del diavolo (The Broken Melody) (1934)
- Blind Justice (1934)
- Ten Minute Alibi (1935)
- Street Song (1935)
- The Last Journey (1935)
- Dark World (1935)
- Dusty Ermine (1936)
- Cotton Queen (1937)
- King of the Newsboys (1938)
- Tenth Avenue Kid (1938)
- Sul mare luccica (Fisherman's Wharf) (1939)
- La strada del sud (Way Down South) (1939)
- Meet Dr. Christian (1939)
- Il coraggioso dr. Christian (The Courageous Dr. Christian) (1940)
- La valle dei monsoni (Three Faces West) (1940)
- La riva dei peccatori (Lady from Louisiana) (1941)
- Angels with Broken Wings (1941)
- Hurricane Smith (1941)
- Mr. District Attorney in the Carter Case (1941)
- The Affairs of Jimmy Valentine (1942)
- Ice Capades Revue (1942)
- Recognition of the Japanese Zero Fighter - cortometraggio (1943) - non accreditato
- Learn and Live (1943) - non accreditato
- Resisting Enemy Interrogation (1944)
- Winter Wonderland (1946)
- Bury Me Dead (1947)
- The Amazing Mr. X (1948)
- Belle giovani e perverse (So Young So Bad) (1950)
- Pardon My French (1951)
- Fanciulle di lusso (1952)

### Assistente regista
- Sono io l'assassino
- I contrabbandieri del mare, regia di Roberto Bianchi Montero (1948)
- Il cielo è rosso
- Vacanze romane
- The Story of William Tell
- Il maestro di Don Giovanni
- La contessa scalza (The Barefoot Contessa), regia di Joseph L. Mankiewicz (1954)
- Angela
- Alessandro Magno
- Guerra e pace
- Beatrice Cenci
- Un americano tranquillo (The Quiet American), regia di Joseph L. Mankiewicz (1958)
- La storia di una monaca
- Salomone e la regina di Saba (Solomon and Sheba), regia di King Vidor (1959)
- Scent of Mystery
- Jovanka e le altre (5 Branded Women), regia di Martin Ritt (1960)

### Sceneggiatore
- Steppin' Out
- Money Talks, regia di Archie Mayo (1926)
- Settimo cielo (Seventh Heaven), regia di Frank Borzage (1927) - non accreditato
- Corona di fango (No Other Woman), regia di Lou Tellegen (1928)
- Tom Mixup
- On Thin Ice
- Money for Speed
- Crime on the Hill
- Street Song, regia di Bernard Vorhaus - soggetto (1935)
- Belle giovani e perverse (So Young So Bad), regia di Bernard Vorhaus (1950)

### Produttore
- La città canora (City of Song), regia di Carmine Gallone - supervisore alla produzione (1931)